# Wilno (Ontario)

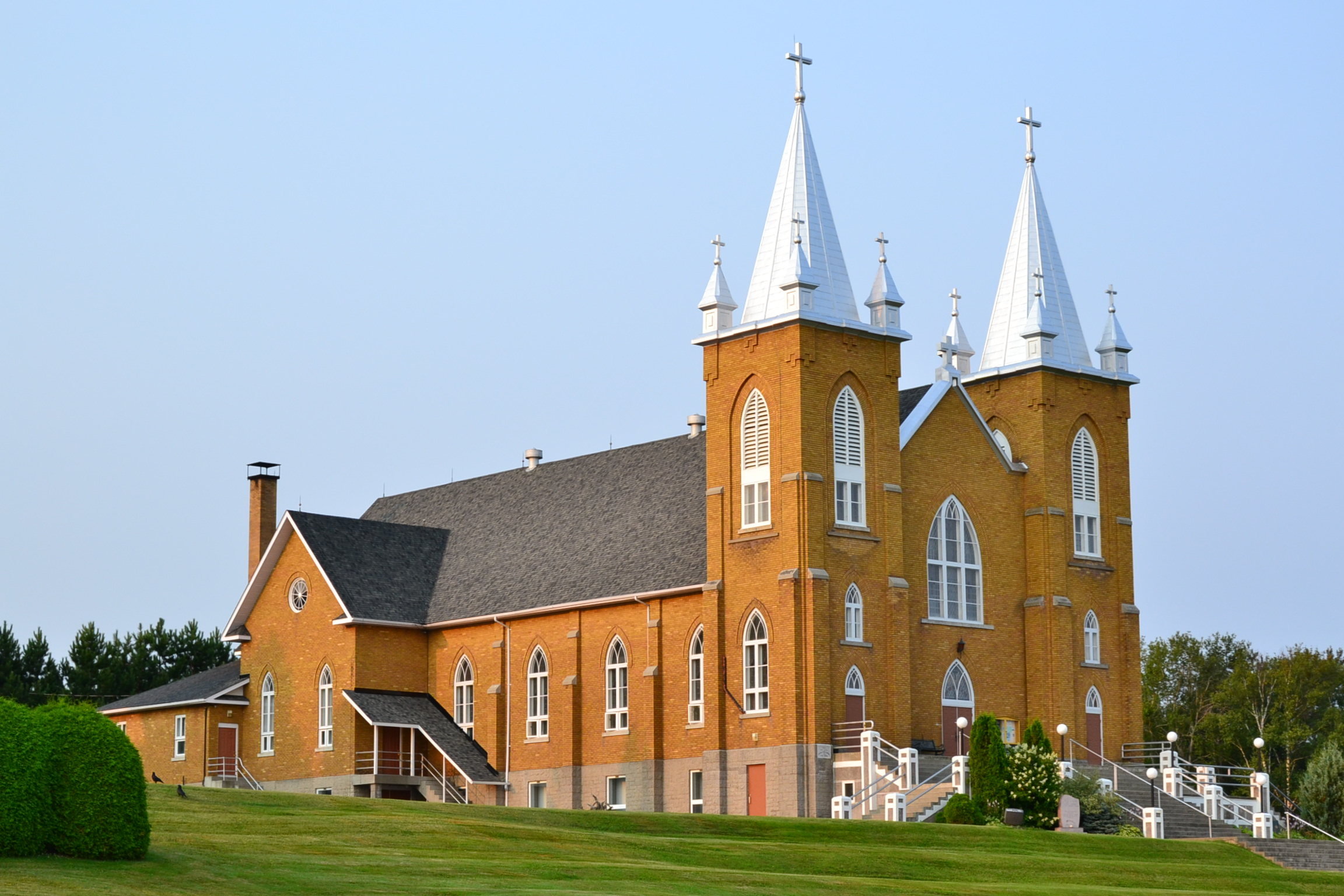
Wilno (Ontario) – kościół parafialny pw. Matki Boskiej Częstochowskiej Królowej Polski

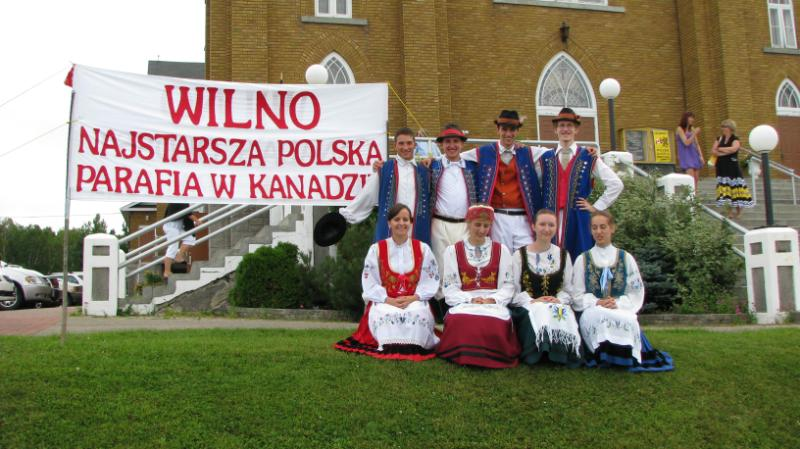
Wilno, tancerze ludowi, 3.VIII.2008

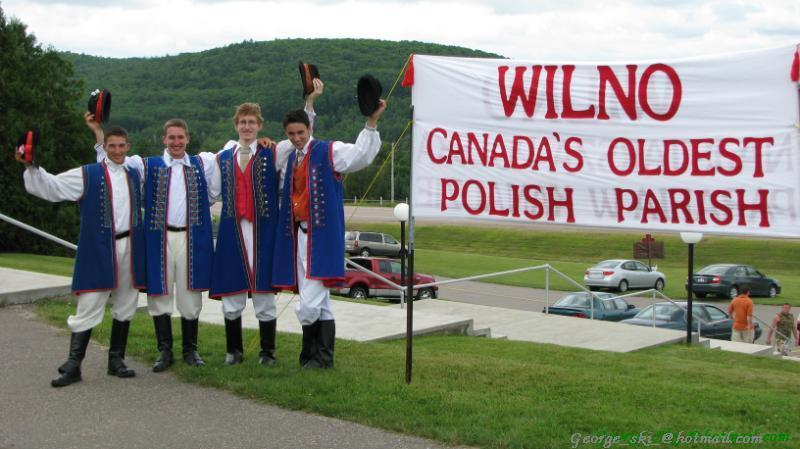
Wilno w 2008 roku

Wilno – miejscowość położona w hrabstwie Renfrew prowincji Ontario w Kanadzie. Osada została nazwana na cześć miasta Wilna, w którym urodził się Ludwik Dembski – przywódca grupy ok. 300 polskich emigrantów, którzy założyli osadę.
Miejscowość została założona w 1858 r. i jest najstarszą polską osadą w Kanadzie. Założycielami byli emigranci z Kaszub, o których pisał ks. Władysław Szulist. Miejscowa parafia, założona w 1875 r. (pierwotnie pod wezwaniem św. Stanisława Kostki), jest najstarszą polską parafią w Kanadzie. W 1894 r. linia kolejowa Canadian Atlantic Railroad połączyła osadę z Ottawą.
Tu był i o tutejszych Kaszubach pisał dr Jan Drzeżdżon (1974).
W 2012 roku Wilno odwiedził ówczesny premier RP – Donald Tusk.
Znaną postacią w tej miejscowości był działacz kaszubski Martin Shulist.
W Wilnie znajduje się polski cmentarz.